# Марко Симић
Марко Симић (Обреновац, 16. јун 1987) је црногорски фудбалер који тренутно наступа за Сутјеску из Никшића. Игра на позицији одбрамбеног играча.

## Каријера
Симић је прошао млађе категорије београдског Партизана. На почетку сениорске каријере је био у Бугарској, потом се вратио у Србију и играо у Српској лиги Запад за Раднички из Крагујевца. Почетком 2008. је прешао у ОФК Младеновац, у чијем дресу је наступао током пролећног дела сезоне 2007/08. у Првој лиги Србије. Био је затим у Хонведу из Будимпеште па се поново вратио у српски фудбал и играо у Првој лиги Србије за Бежанију. У највишем рангу српског фудбала, Суперлиги Србије, дебитовао је као фудбалер Јагодине у сезони 2010/11. Почетком 2011. године потписао је за БАТЕ Борисов. Са овим клубом је освојио две белоруске Премијер лиге и играо је два пута у групној фази Лиге шампиона (2011, 2012). Почетком 2013. је потписао за турски Кајсериспор.  Три и по године је провео у клубу из Кајсерија, од тога је две и по године играо у Суперлиги Турске а годину дана је са клубом наступао и у другом рангу такмичења. Током сезоне 2016/17. је наступао прво за Хапоел Тел Авив а затим и за Ростов. Након тога је био у Узбекистану где је играо за Пахтакор из Ташкента. Наредни ангажман је имао у Летонији где је две године носио дрес Лијепаје. У августу 2022. потписао је за Будућност из Подгорице. У екипи Будућности је провео једну сезону у којој је освојио црногорску Прву лигу. У јуну 2023. потписао је за Сутјеску из Никшића.
У септембру 2011. је добио први позив у сениорску репрезентацију Србије. Тадашњи селектор Владимир Петровић Пижон уврстио га је на списак играча за утакмице са Италијом и Словенијом у квалификацијама за Европско првенство 2012. Симић се одазвао али није дебитовао. На утакмици са Италијом је седео на клупи за резервне играче. У наредном периоду није добијао позив из Србије па је 2013. године прихватио да заигра за репрезентацију Црне Горе. Дебитовао је за црногорски национални тим 14. августа 2013. на пријатељској утакмици са Белорусијом.  Наступио је на 50 утакмица за репрезентацију Црне Горе.

## Успеси
БАТЕ Борисов
- Премијер лига Белорусије (2) : 2011,[20] 2012.[21]
- Суперкуп Белорусије  (1) : 2011,[22] (финале: 2012)[23]

Кајсериспор
- Друга лига Турске  (1) : 2014/15.[24]

Пахтакор
- Суперлига Узбекистана  (1) : 2019.[25]
- Куп Узбекистана  (1) : 2019,[26] (финале: 2018)[27]
- Лига куп Узбекистана  (1) : 2019.[28]

 Лијепаја
- Куп Летоније  (1) : 2020,[29] (финале: 2021)[30]

 Будућност
- Прва лига Црне Горе (1) : 2022/23.[31]